# Quận Jackson, Kentucky
Quận Jackson là một quận thuộc tiểu bang Kentucky, Hoa Kỳ.
Quận này được đặt tên theo Andrew Jackson, tổng thống Hoa Kỳ (1829–1837). Theo điều tra dân số của Cục điều tra dân số Hoa Kỳ năm 2000, quận có dân số 13.495 người. Quận lỵ đóng ở McKee.

## Địa lý
Theo Cục điều tra dân số Hoa Kỳ, quận có diện tích 899 km2, trong đó có 3 km2 là diện tích mặt nước.

### Quận giáp ranh
- Quận Estill (bắc)
- Quận Lee (đông bắc)
- Quận Owsley (đông)
- Quận Clay (đông nam)
- Quận Laurel (tây nam)
- Quận Rockcastle (tây)
- Quận Madison (tây bắc)